# Arne Busterud
Arne Busterud (ur. 22 lipca 1904, zm. 26 czerwca 1961) – norweski narciarz. Trzykrotny uczestnik mistrzostw świata seniorów (1929, 1934 i 1937).
Busterud trzykrotnie uczestniczył w rywalizacji skoczków narciarskich na mistrzostwach świata. Najlepszy wynik zanotował w 1929 w Zakopanem, gdzie po skokach na odległość 53 i 55 metrów zajął 6. pozycję. W 1934 w miejscowości Sollefteå uplasował się na 67. miejscu (45 i 53 metry). Z kolei w ostatnim starcie w zawodach tej rangi, który miał miejsce w 1937 w Chamonix, zajął 13. pozycję, po skokach na odległość 57,5 i 59,5 metrów.
Podczas mistrzostw świata w 1929 wziął również udział w konkursie kombinatorów norweskich, zajmując 10. miejsce.
W 1931 został nagrodzony Pucharem Króla (nor. Kongepokal). W czasie swojej kariery reprezentował klub Vang Skiløperforening.